# Azuurmees
De azuurmees (Cyanistes cyanus; synoniem: Parus cyanus) is een zangvogel uit de familie echte mezen (Paridae).

## Kenmerken

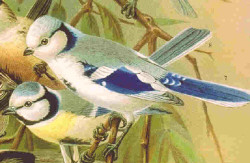
Azuurmees (boven) met Pleskes mees (onder)

De azuurmees is met een lengte van ongeveer 13 centimeter even groot als de bekendere koolmees (Parus major). De kleur is grotendeels wit met een opvallende zwarte koptekening die naar het oog toe loopt. Ook heeft hij een opvallende staart met blauwe tint waaraan de naam te danken is (cyanus betekent blauw). De vleugels zijn grijsachtig zwart.

## Leefwijze
Het voedsel bestaat hoofdzakelijk uit insecten, maar larven en zaadjes lust hij ook wel.

## Verspreiding en leefgebied
Het is een vogel die vooral broedt in (loof)bossen met een hoge vochtigheidsgraad. De azuurmees komt vooral voor in Rusland en centraal Azië.
De soort telt acht ondersoorten:
- C. c. cyanus: Wit-Rusland, westelijk en centraal Europees Rusland tot het centrale Oeralgebergte.
- C. c. hyperrhiphaeus: het zuidwestelijke Oeralgebergte, zuidwestelijk Siberië en noordelijk Kazachstan.
- C. c. yenisseensis: van het zuidelijke deel van Centraal-tot oostelijk Siberië, noordelijk Mongolië en noordoostelijk China.
- C. c. tianschanicus: de bergen van zuidoostelijk Kazachstan, Kirgizië en noordwestelijk China.
- C. c. koktalensis: de laaglanden van zuidoostelijk Kazachstan.
- C. c. carruthersi: van Kirgizië tot noordelijk Tadzjikistan.
- C. c. flavipectus: van zuidelijk Kirgizië tot noordelijk Afghanistan.
- C. c. berezowskii: het noordelijke deel van Centraal-China.

De azuurmees is de oostelijke tegenhanger van de West-Europese pimpelmees (Cyanistes caeruleus). In West-Rusland hybridiseren deze soorten. Hybriden van azuurmees en pimpelmees staan bekend als Pleskes mees (Cyanistes × pleskei). De Pleskes mees ziet er grofweg uit als een pimpelmees met een azuurblauwe kroon. In het verleden werd de Pleskes mees als een afzonderlijke soort beschouwd.

## Status
De grootte van de populatie is in 2015 geschat op 20.000-100.000 volwassen vogels. Op de Rode lijst van de IUCN heeft deze soort de status niet bedreigd.